# Golf with Your Friends
Golf with Your Friends é um jogo eletrônico de golfe da desenvolvedora australiana Blacklight Interactive e distribuído pela Team17. O jogo começou em acesso antecipado na Steam em 30 de janeiro de 2016 e totalmente lançado em 19 de maio de 2020 para Microsoft Windows, Nintendo Switch, PlayStation 4 e Xbox One, e no Google Stadia em 14 de abril de 2022.

## Jogabilidade
Golf with Your Friends permite que até 12 jogadores joguem em 13 níveis desafiadores contendo 18 buracos cada, 234 no total. O jogo apresenta um editor de níveis e personalizações de bola. Um mapa The Escapists e Worms em destaque está disponível no jogo.

## Desenvolvimento e lançamento
Golf with Your Friends foi desenvolvido pelo estúdio de videogame Blacklight Interactive, com sede em Brisbane, que consiste em três pessoas, e publicado pela Team17. O jogo começou com acesso antecipado em 30 de janeiro de 2016. Foi totalmente lançado em 24 de maio de 2020 para Microsoft Windows, Nintendo Switch, PlayStation 4 e Xbox One.

## Recepção
Golf with Your Friends recebeu críticas "mistas ou médias", de acordo com o agregador de críticas Metacritic.
O jogo marcou 9 de 10 na avaliação de Lyle Carr, do GodIsAGeek.com, que foi a pontuação mais alta que o jogo recebeu. Ele pensou que os fãs de golfe iriam se apaixonar pelo jogo, especialmente pelos "níveis estranhos" e "modos de jogo caóticos".
J. Brodie Shirey, da Screen Rant, deu ao jogo quatro estrelas de um máximo de cinco, "Excelente". Embora tenha admitido que Golf with Your Friends pode ter "pequenas falhas", ele descreveu o jogo como "divertido" e "colorido". Ele também elogiou que a física do jogo estava "muito boa na maior parte", sentindo-se satisfeito com as variedades em termos de cursos e tipos de jogos.
Richard Dobson, do Xbox Hub, enviou uma avaliação de 3,5 estrelas. Ele elogiou o jogo por apresentar uma nova experiência com "toneladas de customização" e "percursos muito bem desenhados", além de excelente para jogar. No entanto, ele sentiu que o jogo tinha alguns problemas de câmera e pequenos bugs a serem corrigidos.
AJ Maciejewski escreveu uma análise no Videochums.com com base em seu conhecimento da versão Xbox One, avaliando 4,9 pontos de 10 possíveis para o jogo, que foi a pontuação mais baixa que o jogo recebeu. Ele achou o jogo "promissor", mas criticou a jogabilidade "extremamente básica", a falta de personagens e as falhas que o jogo tinha.